# Carl August Ehrensvärd (1858–1944)
Carl August Ehrensvärd, född 16 september 1858 på Tosterup i Kristianstads län, död 16 februari 1944, var en svensk greve, amiral och politiker (sjöminister 1907–1910).

## Bakgrund och karriär
Ehrensvärd blev underlöjtnant vid kungliga flottan 1878, och kapten 1899. År 1900 blev han kommendörkapten av 2. graden, 1903 kommendörkapten av 1. graden, 1905 kommendör, 1910 konteramiral, 1917 viceamiral. År 1923 fick han avsked, men 1926 utnämndes han till amiral.
År 1897 var han chef på kanonbåten HMS Svensksund i samband med Andrée-expeditionen till Spetsbergen. Åren 1904–1906 var han chef för sjöförsvarsdepartementets kommandoexpedition och 1906–1907 varvschef i Karlskrona. Åren 1907–1910 satt han i Arvid Lindmans första regering som statsråd. Mellan 1910 och 1916 var han stationsbefälhavare i Stockholm och 1916–1919 inspektör av flottans övningar till sjöss (efter Wilhelm Dyrssen). Därmed var han också högste befälhavare för kustflottan och deltog därför i Ålandsexpeditionen 1918.
Åren 1919–1923 var han stationsbefälhavare i Karlskrona. Ehrensvärd var ordförande för Sjöofficerssällskapet i Stockholm 1911–1919. Han var från 1924 förste adjutant hos kung Gustaf V och chef för H.M. Konungens stab. Ehrensvärd blev ledamot av andra klassen av Kungliga Krigsvetenskapsakademien 1905 och ledamot av första klassen 1907. År 1892 blev han ledamot av Kungliga Örlogsmannasällskapet och hedersledamot 1908. Dessutom blev han ledamot av Direktionen för Konungens Militärhospitals- och Medaljfonder vid Kungliga Hovstaterna 1924.
Ehrensvärd var son till Albert Ehrensvärd, far till Carl August Ehrensvärd, Augustin Ehrensvärd och Gösta Ehrensvärd samt bror till Albert Ehrensvärd.

## Utmärkelser

### Svenska utmärkelser
- Riddare och kommendör av Kungl. Maj:ts orden, 16 juni 1928. Ordenskansler.[4]
- Konung Gustaf V:s jubileumsminnestecken med anledning av 70-årsdagen, 1928.[3]
- Kommendör med stora korset av Svärdsorden, 16 december 1916.[5]
- Kommendör av första klassen av Svärdsorden, 19 januari 1909.[6]
- Kommendör av andra klassen av Svärdsorden, 30 november 1907.[7]
- Riddare av första klassen av Svärdsorden, 1898.[8]

### Utländska utmärkelser
- Storkorset av Belgiska Leopoldsorden, tidigast 1935 och senast 1940.[9][10]
- Officer av Belgiska Leopoldsorden, senast 1905.[11]
- Storkorset av Belgiska Kronorden, tidigast 1921 och senast 1925.[12][13]
- Storkorset med briljanter av Danska Dannebrogorden, tidigast 1935 och senast 1940.[9][10]
- Storkorset av Danska Dannebrogorden, tidigast 1918 och senast 1921.[12][14]
- Storkorset av Finlands Vita Ros’ orden, tidigast 1925 och senast 1928.[13][15]
- Riddare av storkorset av Italienska kronorden, tidigast 1910 och senast 1915.[16][17]
- Storkorset av Lettiska Tre Stjärnors orden, tidigast 1928 och senast 1931.[15][18]
- Storkorset av Monegaskiska Karl den heliges orden, tidigast 1928 och senast 1931.[15][18]
- Riddare av storkorset av Nederländska Oranien-Nassauorden med svärd, tidigast 1921 och senast 1925.[12][13]
- Kommendör av Nederländska Oranien-Nassauorden med svärd, tidigast 1905 och senast 1908.[11][19]
- Riddare av första klassen av Preussiska Röda örns orden, 1908.[19][20]
- Riddare av första klassen av Ryska Sankt Annas orden, 1908.[19][20]
- Storkorset av Spanska Karl III:s orden, tidigast 1928 och senast 1931.[15][18]
- Storofficer av Hederslegionen, 1908.[19][20]
- Kommendör av första klassen av Brittiska Victoriaorden, tidigast 1905 och senast 1908.[11][19]
- Tredje klassen av första graden av Estniska Frihetskorset, tidigast 1925 och senast 1928.[13][15]
- Riddare av andra klassen av Preussiska Kronorden, tidigast 1905 och senast 1908.[11][19]
- Andra klassen av Kinesiska Dubbla drakorden, tidigast 1905 och senast 1908.[11][19]
- Riddare av första klassen av Norska Sankt Olavs orden, senast 1905.[11]
- Riddare av Portugisiska Jakobs Svärdsorden, senast 1905.[11]
- Riddare av tredje klassen av Österrikisk-ungerska Järnkroneorden, senast 1905.[11]